# Shonel Ferguson
Pour les articles homonymes, voir Ferguson.
Shonel Ferguson (née le 6 novembre 1957 à Nassau) est une athlète bahaméenne spécialiste du saut en longueur. 

## Biographie
En 1982 elle remporte l'or au saut en longueur lors des Jeux du Commonwealth à Brisbane. Peu de temps avant, elle établit un record des Bahamas en 6,80 m, qui tient jusqu'en 2011, lorsqu'il est battu par Bianca Stuart.

### Palmarès
| Date | Compétition                              | Lieu                       | Résultat | Performance |
| ---- | ---------------------------------------- | -------------------------- | -------- | ----------- |
| 1975 | Championnats CAC                         | Ponce                      | 3e       | 5,69 m      |
| 1975 | Jeux de la CARIFTA (juniors)             | Hamilton                   | 3e       | 5,50 m      |
| 1976 | Jeux de la CARIFTA (juniors)             | Hamilton                   | 1er      | 6,20 m      |
| 1977 | Championnats CAC                         | Xalapa                     | 2e       | 5,95 m      |
| 1978 | Jeux d'Amérique centrale et des Caraïbes | Medellín                   | 1er      | 6,41 m      |
| 1978 | Jeux du Commonwealth                     | Edmonton                   | 6e       | 6,24 m      |
| 1981 | Championnats CAC                         | Saint-Domingue             | 2e       | 6,43 m      |
| 1982 | Jeux d'Amérique centrale et des Caraïbes | La Havane                  | 2e       | 6,47 m      |
| 1982 | Jeux du Commonwealth                     | Brisbane                   | 1re      | 6,91 m      |
| 1983 | Championnats CAC                         | La Havane                  | 1re      | 6,65 m      |
| 1984 | Jeux olympiques d'été                    | Los Angeles                | 8e       | 6,44 m      |
| 1985 | Jeux mondiaux en salle                   | Paris                      | 7e       | 6,08 m      |
| 1985 | Championnats CAC                         | Nassau                     | 1re      | 6,47 m      |
| 1986 | Jeux d'Amérique centrale et des Caraïbes | Santiago de los Caballeros | 2e       | 6,43 m      |
| 1990 | Jeux du Commonwealth                     | Auckland                   | 6e       | 6,41 m      |

### Records
| Épreuve          | Performance | Lieu     | Date              |
| ---------------- | ----------- | -------- | ----------------- |
| Saut en longueur | 6,80 m      | Taichung | 19 septembre 1982 |
| Saut en longueur | 6,91 m      | Brisbane | 8 octobre 1982    |